# Broxa
Broxa – wieś w Anglii, w hrabstwie North Yorkshire, w dystrykcie (unitary authority) North Yorkshire. Leży 53 km na północny wschód od miasta York i 313 km na północ od Londynu.